# Хаджиконстантинова къща
Къщата музей „Йордан Хаджиконстантинов Джинот“ (на македонска литературна норма: Спомен куќа на Јордан Хаџи-Константинов Џинот) е родната къща на видния български възрожденец от Македония Йордан Хаджиконстантинов Джинот в град Велес, Северна Македония, обявена за паметник на културата от Министерството на културата и Института за защита на паметниците на културата.
Къщата е изградена на левия бряг на Вардар във велешкия сокак. Отличава се със специфична стара градска архитектура – зидовете са от дялан камък, фасадата е жълта и има дървени греди и дървена ограда. Чардакът на къщата е на три нива в квадратна форма.
Къщата е реставрирана и в 2011 година в нея е отворена постоянна експозиция, посветена на делото и живота на Джинот. В нея се провежда и колонията Папрадищки майстори и други културни събития.